# Yasauri
Els yasauri o yusuri foren un tuman turcomongol establert amb les tropes del príncep Yasaur, que es va revoltar contra el kan de Txagatai i es va posar al servei dels il-kans que el van establir al Khurasan oriental fins al Badakhxan; més tard es va revoltar contra els ilkhans i el 1320 va acabar morint a mans del kan Kebek, al qual va passar el seu ulus.
Qazan, fill de Yasaur, fou kan de Txagatai, i va resultar mort a mans de Qazaghan (1349). Els yasauris s'havien establert a la zona al nord de Samarcanda, probablement fins a Bukharà. A la caiguda de Qazaghan i del seu fill Abd Allah ibn Qazaghan, el seu cap era Khidr Yasauri que va morir vers 1364 i el lideratge apareix aleshores compartit entre tres amirs: Ali Beg Yasauri (probablement germa o fill de Khid) i Ilies Yasauri (probablement fill de Khidr) i, Mahmud Shah (cunyat o gendre d'Ali). Sembla que els yasauris disposaven de pocs cavallers i la base de les seves forces eren els infants. Tamerlà i Khidr van ser aliats molts propers (si bé finalment es van enfrontar); Mahmud Shah era fill d'un oncle matern de Tamerlà (la mare de Tamerlà era originaria de Bukharà i probablement era yasauri). Bakh Malik Agha, filla d'Ali Beg o d'Ilies Yasauri, es va casar amb Jahangir ibn Timur i fou la mare de Pir Muhammad ibn Jahangir. Una filla de Tamerlà fou promesa a Ali Beg, però Tamerlà el va fer executar abans de formalitzar-se el casament. Des del accés al poder de Tamerlà els yasauris van quedar diluits dintre de les seves forces.